# XG (음악 그룹)

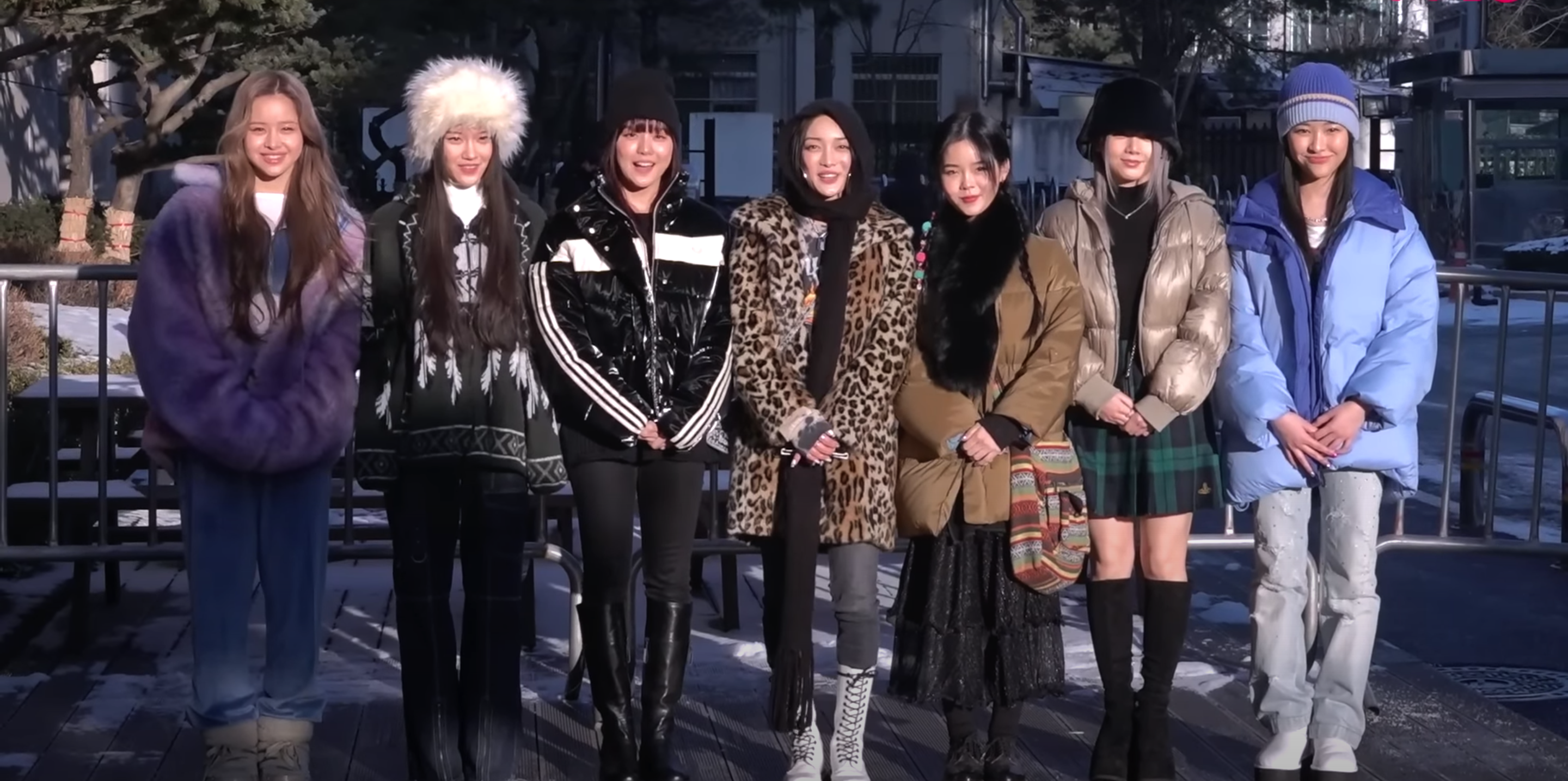
2023년 2월 모습

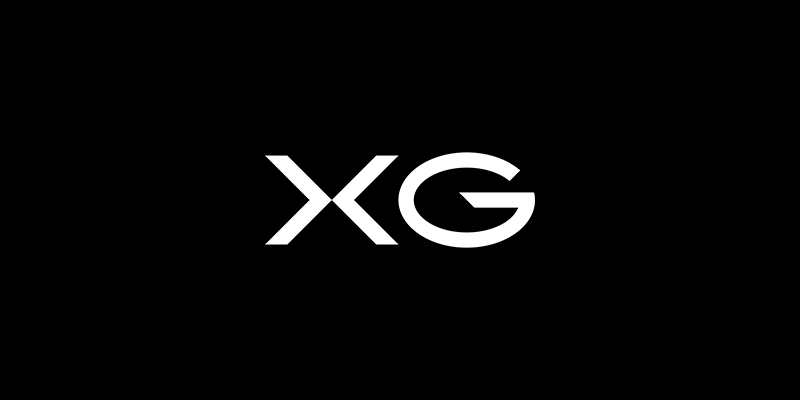
로고

XG(엑스지, Xtraordinary Girls의 약자)는 대한민국을 기반으로 하는 일본-필리핀의 걸 그룹이다. 이 그룹은 에이벡스 그룹의 자회사인 Xgalx에 의해 구성되었다. 쥬린, 치사, 히나타, 쥬리아, 코코나, 마야, 하비 총 7명의 멤버로 구성됐다. 2022년 3월 18일 디지털 싱글 (음악) 'Tippy Toes'를 발매하며 데뷔했다.

## 이름
그룹명 XG는 '엑스트라오디너리 걸스(Xtraordinary Girls)'의 약자다. 이 용어는 그룹이 신선하고 창의적인 음악과 공연으로 전 세계 젊은이들에게 힘을 실어주기 위해 노력하는 야심 찬 이름으로 사용된다. XG의 팬덤명은 'ALPHAZ'이다.

## 경력

### 2022년~현재: 데뷔 및 데뷔
XG의 소셜 미디어 계정은 2022년 1월 25일 Xgalx – The Beginning이라는 제목의 짧은 영상과 함께 출시되었다. 영상에는 Xgalx 프로젝트를 위해 훈련 중인 몇몇 소녀들의 모습이 담겨 있다. 이어 한국의 스트릿 댄스 TV 프로그램 '스트릿 우먼 파이터'의 최효진 감독이 연출한 댄스 퍼포먼스 영상이 이어졌다. 다음 몇 주 동안 그룹은 주린과 하비가 레드 스톤의 "Chill Bill"을 커버한 랩 비디오와 주리아와 하비가 연주한 저스틴 비버의 "Peaches" 보컬 커버 비디오를 포함한 일련의 티저 콘텐츠를 공개했다. XG는 지난 2월 2일 멤버별로 각기 다른 스타일로 춤을 추는 솔로 댄스 퍼포먼스 영상을 게재했다.
2022년 3월 18일, XG는 전체 영어 디지털 싱글 "Tippy Toes"를 발매하며 데뷔했다. 6월 29일, 그들은 두 번째 영어 싱글 "Mascara"를 발매했고, 이어 한국 Mnet의 엠카운트다운에서 싱글을 공연하며 첫 TV 출연을 했다. XG는 11월 17일 Galz Xypher라는 제목의 랩 사이퍼 영상을 공개했다. 이 동영상은 XG 팬 계정을 통해 틱톡에서 인기를 얻었으며 플랫폼에서 1,500만 조회수를 기록했다.
2023년 1월 25일, XG는 뮤직 비디오 및 추가 트랙 "Left Right"와 함께 세 번째 영어 싱글 "Shooting Star"를 발표했다. 3월 6일, XG는 미디어베이스 미국 라디오 톱 40에 진입하여 일본 여성 아티스트이자 일본 그룹 중 최초가 되었다. XG는 지난 6월 30일 데뷔 EP New DNA에 앞서 선공개 싱글 'Grl Gvng'와 뮤직비디오를 공개했다. XG는 지난 8월 4일 데뷔 EP New DNA의 두 번째 선공개 싱글로 뮤직비디오와 함께 'TGIF'를 발매했다. 8월 23일 XG는 데뷔 EP New DNA의 세 번째이자 마지막 선공개 싱글로 뮤직비디오와 함께 "New Dance"를 발매했다. 9월 27일, XG의 데뷔 EP New DNA가 뮤직비디오와 함께 리드 싱글 "Puppet Show"와 함께 공개되었다. EP는 100,000장 이상의 판매량으로 일본레코드협회(RIAJ)로부터 골드 인증을 받았다.